# Lasioglossum minutum
Lasioglossum minutum là một loài Hymenoptera trong họ Halictidae. Loài này được Fabricius mô tả khoa học năm 1798.